# Attimo per attimo
Attimo per attimo (Moment by Moment) è un film del 1978 diretto da Jane Wagner, interpretato da John Travolta e Lily Tomlin.
Rilasciato dalla Universal Pictures, la produzione è stata affidata a Robert Stigwood, alla sua terza collaborazione con Travolta dopo La febbre del sabato sera (1977) e Grease (1978).

## Trama
Trisha Rawlings è un'agiata signora di mezza età di Beverly Hills che soffre di solitudine e insonnia dopo essersi separata dal marito fedifrago Stu. Un giorno, recatasi in farmacia per comprare dei sonniferi, incontra Vick "Strip" Harrison, un aitante giovane che vive alla giornata e che qualche mese prima aveva lavorato come parcheggiatore a una festa di Trisha e Stu. Il ragazzo si infatua della più anziana Trisha e inizia a presentarsi ripetutamente presso la villa di quest'ultima a Malibù, malgrado Trisha mantenga un freddo contegno nei suoi confronti.
Pur essendo inizialmente infastidita dal corteggiamento di Strip, col tempo Trisha ricambia l'affetto e i due iniziano una relazione amorosa, convivendo a Malibù. Le differenze di età e di ceto provocano però vergogna a Trisha, specialmente con le sue amiche altolocate. Infastidito dall'ambiguità della compagna, Strip scappa di casa ma viene più tardi ritrovato da Trisha, la quale si pente del suo comportamento e invita il giovane amante a partecipare con lei a un evento mondano per "ufficializzare" la loro relazione. Proprio in quell'occasione i due si imbattono in Stu, il che porta Strip a ritenere che l'interesse di Trisha sia prevalentemente finalizzato a far ingelosire l'ex marito.
Trisha e Strip discutono sulla loro relazione, e Strip scappa via, deluso nuovamente da Trisha. Sul finale, però, Trisha lo rintraccia e riesce nuovamente a riconciliarsi con lui.

## Accoglienza
Attimo per attimo è stato ampiamente stroncato dalla critica e dal pubblico.
Vincent Canby del New York Times, ad esempio, lo ha definito "piuttosto insulso", aggiungendo che "il fatto che le due star si assomiglino abbastanza da poter essere fratello e sorella non aiuta, e sebbene la cinepresa della signorina Wagner arrivi a fare primi piani carnali durante le scene di sesso, questi sono decisamente poco erotici. Si ha come l'impressione che i due amanti preferirebbero fare qualcos'altro".
Variety ha stroncato il film come "una delle maggiori delusioni del 1978. Quello che sembrava un casting brillante sulla carta, la coppia John Travolta e Lily Tomlin, fallisce miseramente nell'esecuzione".

### Incasso
La pellicola incassò $10 963 824, a fronte di un budget di circa 8 milioni di dollari.

## Colonna sonora
La colonna sonora di Attimo per attimo venne pubblicata dalla RSO Records nel gennaio del 1979 su vinile, audiocassetta e Stereo8. Malgrado l'insuccesso del film, la sua omonima canzone di punta si rivelò una hit per la cantante Yvonne Elliman..

### Tracce
- Lato 1

1. Moment by Moment, Yvonne Elliman - 3:15
2. The Lady Wants To Know, Michael Franks - 4:32
3. Everybody Needs Love, Stephen Bishop - 3:40
4. Moment by Moment Theme (Reprise – Instrumental), Lee Holdridge - 1:07
5. You Know I Love You, Charles Lloyd - 3:25
6. Sometimes When We Touch, Dan Hill - 4:03

- Lato 2

1. Moment by Moment (Main Theme – Instrumental), Lee Holdridge - 2:57
2. For You and I, 10cc - 5:20
3. Hollywood Boulevard (Instrumental), Ray Parker Jr. - 3:34
4. Your Heart Never Lies, Charles Lloyd - 5:07
5. Moment by Moment ("On the Beach" – Instrumental), Lee Holdridge con John Klemmer - 2:15
6. Moment by Moment (Reprise) Film Version, Yvonne Elliman - 4:00

## Opere derivate
Un romanzo in brossura della sceneggiatura è stato scritto da Darcy O'Brien e pubblicato dalla Ballantine Books nel gennaio 1979 come tie-in promozionale.